# Звери в зоопарке
«Звери в зоопарке» — саундтрек к фильму «Лето» рок-группы «Звери», релиз состоялся на цифровых площадках 22 июня 2018 года. По сути является третьим мини-альбомом в хронологическом порядке, однако группа настаивает, что это всего лишь сборник и номерным релизом не является.

## Описание
Альбом представляет собой сокращённую версию саундтрека к фильму «Лето». Альбом полностью состоит из песен Майка Науменко и группы «Зоопарк». Пластинка «Звери в зоопарке» вышла за два месяца до официального выпуска полного альбома «Leto». Предзаказ альбома стал доступен на iTunes с 18 июня 2018 года. Над альбомом работали основатель группы Роман Билык и Герман Осипов гитарист группы «Звери». Полностью сведением всего материала который вошёл в миньон и вышел позже занимались два звукорежиссёра Борис Войт и Алексей Брейтбург. На данном миньоне представлен сольный материал от участников группы «Звери» которые они отобрали на собственное усмотрение. Помимо роли одного из музыкальных продюсеров фильма Роман Билык также исполнил главную роль в самом фильме «Лето» сыграв Майка Науменко. Фильм получил «Приз Каннского кинофестиваля за лучший саундтрек». Данная пластинка не имела какого-либо физического носителя — только цифровую дистрибуцию, в отличие от двух предыдущих релизов («Друзья по палате», «Вино и космос»).

## Список композиций
| №                   | Название             | Длительность |
| ------------------- | -------------------- | ------------ |
| 1.                  | «Лето»               | 2:00         |
| 2.                  | «6 утра»             | 3:29         |
| 3.                  | «Звезда рок-н-ролла» | 2:37         |
| 4.                  | «Дрянь»              | 3:30         |
| Общая длительность: | Общая длительность:  | 11:36        |

## Участники записи
- Роман Билык — музыкальный продюсер, гитара, вокал.
- Герман Осипов — музыкальный продюсер, гитары.
- Борис Войт — звукорежиссёр, сведение.
- Алексей Брейтбург — звукорежиссёр, сведение.